# Hecate (musicienne)
Pour les articles homonymes, voir Hécate.
Hecate, de son vrai nom Rachael Lynn Gabriela Kozak-Salmi (née le 26 mai 1976), est une musicienne américaine de musique électronique, résidant en Finlande.

## Biographie
L'artiste américano-autrichienne évolue dans la musique expérimentale, industrielle et dans le breakcore. Son nom de scène provient de Hécate, la déesse grecque de la lune et de la magie.
Elle est produite et distribuée par le label Praxis. Elle a aussi officié sous différents autres noms de scène, comme Bloody Knuckles, Etaceh, Kaustic Crime Kommandos, Lynn Powderhorn, Raquel de Grimstone ou encore Supernal. Elle a aussi participé aux groupes Citizens of Shade, Crisis Theory, Kut-Up Kaos Kick, Nymphomatriarch, The Friedrichshain Frequency Fuckers, The Thunderinas, Treachery.
Elle est considérée comme l'une des créatrice les plus prolifiques de la musique électronique dark underground.
La réalisation de l'album The Magick of Female Ejaculation, sorti en 2001, s'avère compliquée en premier lieu par le refus d'un imprimeur de fabriquer la pochette (dont l'image est explicite), puis par des douaniers allemandes, qui ont confisqué le CD au motif que cela pourrait « mettre en danger la jeunesse allemande ».
Après une période d'absence de son personnage d'Hecate, elle revient une nouvelle fois en 2017 avec deux collaborations : Absolution avec Instinct Primal et Final Planet 666 avec Der Blutharsch and the Infinite Hand of the Leading Path.

## Discographie

### Albums studio
- 1998 : Hate Cats E.P. (vinyle, EP, Praxis)
- 1999 : Negative World Status (vinyle, Zhark International)
- 2001 : The Magick of Female Ejaculation (album 2 versions, Praxis)
- 2002 : Law of the Battle of Conquest (vs. Lustmord) (Hymen Records)
- 2003 : The Magick of Female Ejaculation (CD, album, Praxis)
- 2003 : Ascension Chamber (album)  4 versions, Praxis
- 2004 : Ascension Chamber (CD, album, Praxis)
- 2004 : Seven Veils of Silence (CD, album, Hymen)
- 2006 : Brew Hideous (Hymen, Sublight Records)[3]